# یونکرس تی ۲۳
یونکرس تی ۲۳ (به انگلیسی: Junkers T 23) یک هواگرد ساختِ کارخانهٔ یونکرس در کشور آلمان است. این هواگرد برای نخستین بار در ۱۴ سپتامبر ۱۹۲۳ میلادی مورد استفاده قرار گرفت.